# Rhynchosia teixeirae
Rhynchosia teixeirae är en ärtväxtart som beskrevs av Antonio Rocha da Torre. Rhynchosia teixeirae ingår i släktet Rhynchosia och familjen ärtväxter. Inga underarter finns listade i Catalogue of Life.